# Республика (административная единица)
Респу́блика — в ряде государств название административно-территориальных единиц, имеющих республиканскую форму правления, обладающих определённым уровнем суверенитета во внутренних делах. Правовой и юридический статус республики, а также объём и уровень компетенции его властей определяются конституцией федерации. Кроме того, в некоторых странах республики имеют собственные конституции.
В некоторых странах именуются автономными республиками.

## В настоящее время

### Азербайджан (1 автономная республика)
- Нахичеванская Автономная Республика

### Грузия (1 автономная республика)
- Автономная Республика Аджария

### Узбекистан (1 республика)
- Республика Каракалпакстан

## Существовавшие в прошлом

### Латинская Америка 1820—1830-х

#### Конфедерация Перу и Боливии
В состав Конфедерации Перу и Боливии входили три республики: Боливия, Северное Перу и Южное Перу.

#### Соединённые Провинции Центральной Америки
В состав Соединённых Провинций входило пять республик: Гватемала, Гондурас, Сальвадор, Никарагуа и Коста-Рика. В 1838—1840 существовала шестая республика — Лос-Альтос.

### Коммунистические государства
Во второй половине XX в. республики были в составе СССР и некоторых других социалистических стран, которые копировали национально-федеративное устройство СССР.

#### СССР

##### Союзные республики
Напрямую входили в состав СССР, являясь административной единицей первого уровня.

##### АССР
Входили в состав союзной республики.

#### Югославия
Королевство Югославия являлось унитарным государством и подразделялось на бановины.
Возникшая в 1943—1946 Федеративная Народная Республика Югославия (ФНРЮ) делилась на шесть «народных республик» — Боснию и Герцеговину, Македонию, Сербию, Словению, Хорватию и Черногорию. В 1963 году в связи с провозглашением построения социализма в ФНРЮ она была переименована в Социалистическую Федеративную Республику Югославия (СФРЮ), а народные республики — в социалистические. В 1990 году слово «социалистическая» было исключено из полного названия республик. В 1991—1992 годах четыре из шести республик (Босния и Герцеговина, Македония, Словения и Хорватия) вышли из состава Югославии. В 1992 году Сербия и Черногория образовали Союзную Республику Югославия (СРЮ), которая в 2003 году была преобразована в конфедеративный Государственный Союз Сербии и Черногории, распавшийся в 2006 году.

#### Чехословакия
С 1968 по 1990 год Чехия и Словакия входили как Чешская Социалистическая Республика и Словацкая Социалистическая Республика в состав Чехословакии. В 1990 году слово «социалистическая» было исключено из полного названия республик. 1 января 1993 года в ходе «бархатного развода» республики стали суверенными государствами, напрямую войдя в ООН и подобные структуры.